# Courcy-aux-Loges
Courcy-aux-Loges ist eine französische Gemeinde mit 453 Einwohnern (Stand: 1. Januar 2022) im Département Loiret in der Region Centre-Val de Loire. Die Gemeinde gehört zum Arrondissement Pithiviers und zum Kanton Le Malesherbois (bis 2015: Kanton Pithiviers). Die Einwohner werden Courcéens und Courcéennes genannt.

## Geographie
Courcy-aux-Loges liegt etwa 24 Kilometer nordöstlich von Orléans. Umgeben wird Courcy-aux-Loges von den Nachbargemeinden Mareau-aux-Bois im Norden und Nordwesten, Vrigny im Osten und Nordosten, Ingrannes im Süden sowie Chilleurs-aux-Bois im Westen.

## Bevölkerungsentwicklung
| 1962                       | 1968 | 1975 | 1982 | 1990 | 1999 | 2006 | 2018 |
| -------------------------- | ---- | ---- | ---- | ---- | ---- | ---- | ---- |
| 261                        | 227  | 186  | 284  | 333  | 350  | 411  | 447  |
| Quellen: Cassini und INSEE |      |      |      |      |      |      |      |

## Sehenswürdigkeiten

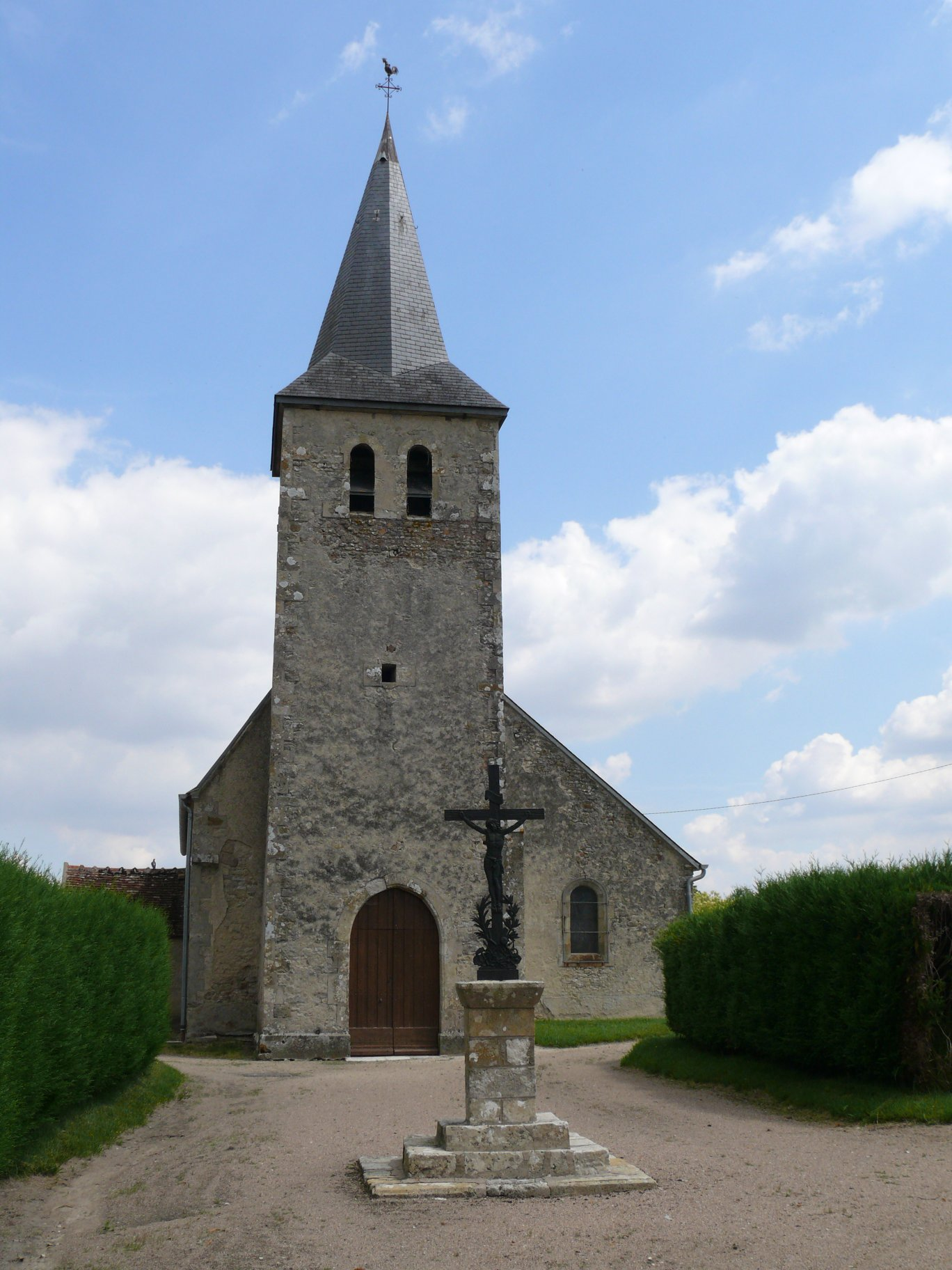
Kirche Saint-Prix-et-Saint-Loup

- Kirche Saint-Prix-et-Saint-Loup